# Ctenucha refulgens
Ctenucha refulgens är en fjärilsart som beskrevs av Paul Dognin 1899. Ctenucha refulgens ingår i släktet Ctenucha och familjen björnspinnare. Inga underarter finns listade i Catalogue of Life.